# Egy elfelejtett szó
Egy elfelejtett szó è l'album di debutto della cantante ungherese Csilla Auth, pubblicato nel 1998 su etichetta discografica Columbia Records.

## Tracce
CD
1. El kell, hogy engedj – 3:42
2. Különös szilveszter – 3:43
3. Szállj fel magasra – 3:33
4. Vigyél el – 3:50
5. Egy elfelejtett szó – 3:57
6. Emlékül – 4:07
7. Féltelek (con Péter Szolnoki) – 4:15
8. A dal a miénk – 3:47
9. Maradj velem – 4:14
10. Különös szilveszter (Mikó Long Mix) – 4:48
11. Vigyél el (Drum and Bass Mix) – 4:40

## Classifiche
| Classifica (1999) | Posizione massima |
| ----------------- | ----------------- |
| Ungheria          | 19                |